# Prosimulium fulvithorax
Prosimulium fulvithorax är en tvåvingeart som beskrevs av Shewell 1959. Prosimulium fulvithorax ingår i släktet Prosimulium och familjen knott. Inga underarter finns listade i Catalogue of Life.